# Банко-дель-Джиро
Банко-дель-Джиро (італ. Banco del Giro) — державний (італ. banca pubblica), а пізніше змішаний державно-приватний банк, заснований Венеційською республікою в 1619 році. Банк проіснував до 1806 року, тобто пережив, хоч і не надовго, падіння самої Республіки в 1797 році. Ним керував магістрат з титулом депозитарій (італ. Depositario).

## Історія
Перша відома пропозиція щодо заснування комунального банку (італ. banco per Comune), тобто державного муніципального банку, який би доповнював роботу приватних банків Венеції, була зроблена венеційському Сенату сенатором Джованні Дольфіном у 1356 році. Подібна пропозиція знову була зроблена в 1374 році комітетом, очолюваним Мікеле Морозіні.  
Після численних негараздів і банкрутств приватних банків і триваючих труднощів із закордонною торгівлею через відкриття португальцями нових морських шляхів до Індії, у 1587 році Республіка заснувала на ринку Ріальто на експериментальній основі банк Banco della Piazza di Rialto із державним капіталом, здатний гарантувати необхідну ліквідність і міг забезпечити легке здійснення транзакцій без використання готівкових металевих грошей.

Банко-дель-Джиро було засновано в 1619 році, і його управління було довірено венеційському Сенату, який поклав здійснення цього нагляду на особу з титулом «депозитарій», яка обиралась з числа сенаторів. Згодом Банко-дель-Джиро, все ще залишаючись під контролем депозитарія, був переданий у напівприватне управління. Банко-дель-Джиро швидко став найпростішим і найбезпечнішим засобом здійснення торговельних операцій. Кожен міг відкрити в цьому банку грошовий депозит,  який записувався в кредит власника і в дебет банку, без будь-яких додаткових витрат і з можливістю зняття всієї вкладеної суми або необхідної частини в будь-який час. Навколо Банко-дель-Джиро відбувалася процвітаюча економічна діяльність, а за нею й держава, яка, серед іншого, встановила законом, що депозитні гроші ніколи не конфіскувалися та не зберігалися жодним судовим органом Республіки. Банко-дель-Джиро на ринку Ріальто був настільки ефективною банківською установою, що важливі європейські чиновники їздили до Венеції, щоб на місці вивчити досвід її організації. 

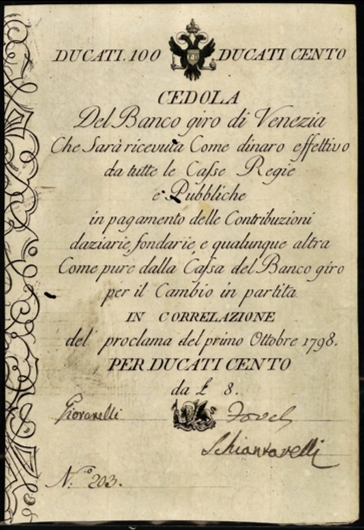
Купон Банко-дель-Джиро 1798

З новим статутом від 3 травня 1619 року Банко-дель-Джиро став постійною установою держави, управління якою було доручено Сенату, який призначив депозитарія з числа своїх членів. Після цієї реформи Банко-дель-Джиро став прабатьком центральних банків: фактично принцип, згідно з яким державні кредитори приймають боргові цінні папери від національного банку є тим принципом, що в подальшому призвів до заснування сучасних центральних банків.
У 1637 році Банко-ді-Ріальто, який мав проблеми через кредити «овердрафт», було об'єднано з Банко-дель-Джиро.
За винятком перерви (закриття банку) 1630—1666 років, коли в період кризи в Банко-дель-Джиро були призначені інквізитори, і 1713—1739 років, банк втратив своє значення з падінням Республіки та включенням міста до Австрійської імперії, припинивши діяльність у 1800 році, коли почалася його амортизація. Був остаточно ліквідований у 1806 році новоутвореним наполеонівським Італійським королівством.

## Операції
Як і багато державних банків того часу, Банко-дель-Джиро виконував функцію управління оподаткуванням і державним боргом, як сучасні центральні банки, а також збирав приватні заощадження та керував платежами.
Банко-дель-Джиро був банком депозитів, позик і джиро (безготівкових платіжних доручень). Що стосується депозитів, зареєстрованих у його книгах, то вони були відсотковими і безкоштовними, а також захищені законом, який гарантував, що вони не можуть бути з будь-якої причини конфісковані іншими магістратами Республіки. Вклади також були гарантовані державою від банкрутства.
Назва Джиро (італ. Giro) була дана банку, оскільки він гарантував, що може здійснювати платежі між своїми кредиторами простим платіжним дорученням (італ. partita di giro), тобто без використання готівкових грошей, лише шляхом внесення відповідних записів у бухгалтерських книгах банку. Таким же чином відбувалися платежі державі та від держави.
У реєстрах Банко-дель-Джиро, щоб вказати, що сума була внесена на рахунок на ім'я певної особи, зазначалось, що сума знаходиться в цьому банку, а для позначення «presso» використовувалося скорочення «ad» із символом @, який тепер використовується в назві адреси електронної пошти щоб вказати, на якому провайдері її розміщено.
В соттопортего Банкоджиро є меморіальна дошка, яка нагадує про те, що 29 липня 1743 року дехто Антоніо Рінальді був вигнаний Радою десяти з міста за «величезну брехню та злочинни проти банку».